# Palánkagombafélék

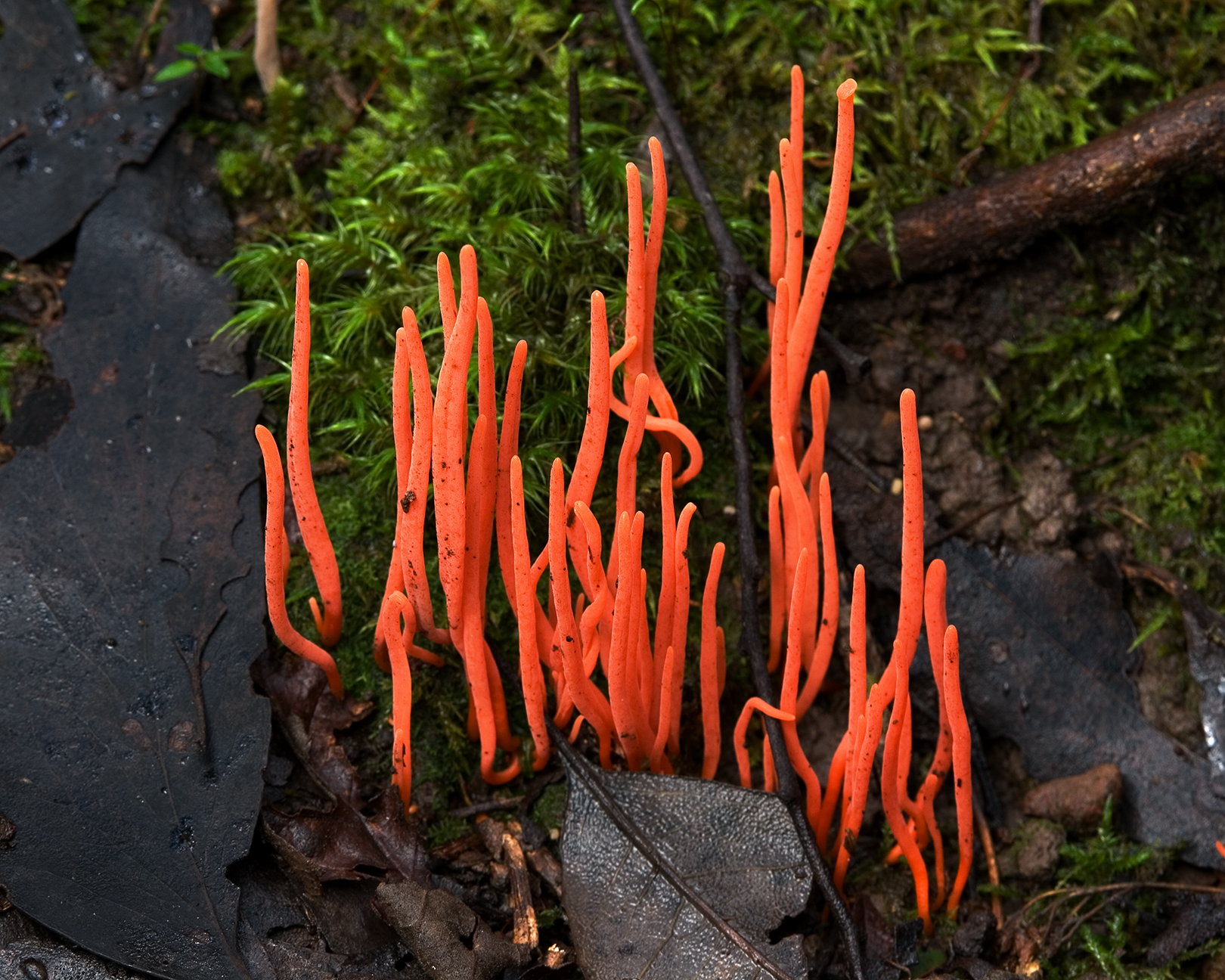
Clavulinopsis corallinorosacea bunkó alakú termőteste

A palánkagombafélék (Clavariaceae) az Agaricomycetes osztályának és a kalaposgombák (Agaricales) rendjének egyik családja. A család névadó nemzetsége a gyepkorallgomba (Clavaria), amin kívül hazai erdeinkben még a bunkógomba (Clavulinopsis), a nagyfonálgomba (Macrotyphula), nemzetség képviselői mellett a tömzsi korallgomba (Ramariopsis kunzei) fordul elő.

## Megjelenésük, felépítésük
Habár a kalaposgombák közé tartoznak, külső megjelenésükben nem kalapos gombák: egyesek termőteste korallszerűen elágazó, széttartó ágacskáik felállóak, többnyire csipkésen többcsúcsúak. A bunkógombák (Clavulinopsis) termőteste nem ágazik el, és — amint erre nevük is utal — fölfelé bunkószerűen kivastagszik. A korall alakú forma a bunkó alakból fejlődött ki.

## Életmódjuk, élőhelyük
Többnyire a savanyú talajú erdők fáival élnek mikorrhiza gyökérkapcsolatban.

## Felhasználásuk
Némely fajuk ehető, de vannak köztük enyhén mérgezőek is.

## Magyarországon bizonyítottan előforduló fajok
- fehér bunkógomba (Clavaria falcata)
- mohaközi gyepkorallgomba (Mohaközti gyepkorallgomba, Clavulinopsis corniculata)
- sáfrány-gyepkorallgomba (Clavulinopsis helvola)
- tömzsi korallgomba (Ramariopsis kunzei)